# Wail
Wail is een gemeente in het Franse departement Pas-de-Calais (regio Hauts-de-France) en telt 261 inwoners (2004). De plaats maakt deel uit van het arrondissement Montreuil.

## Geografie
De oppervlakte van Wail bedraagt 9,3 km², de bevolkingsdichtheid is 28,1 inwoners per km². Ten noordoosten ligt Willeman. Net als Willeman is de plaatsnaam Wail van Oudfrankische of West-Vlaamse oorsprong. Mogelijke betekenissen zijn wel, wal (muur) of het Germaanse woord weil (dorp, vgl. Weil am Rhein). Met Willeman is het de zuidelijkste plaatsnaam van Frankische oorsprong en daarmee mogelijk behorend tot het zuidelijkste zone van het vroeg-Middeleeuwse Oudnederlandse taalgebied. Het gebied is al snel verfranst.
De onderstaande kaart toont de ligging van Wail met de belangrijkste infrastructuur en aangrenzende gemeenten.

## Demografie
Onderstaande figuur toont het verloop van het inwonertal (bron: INSEE-tellingen).